# トゥハ油田

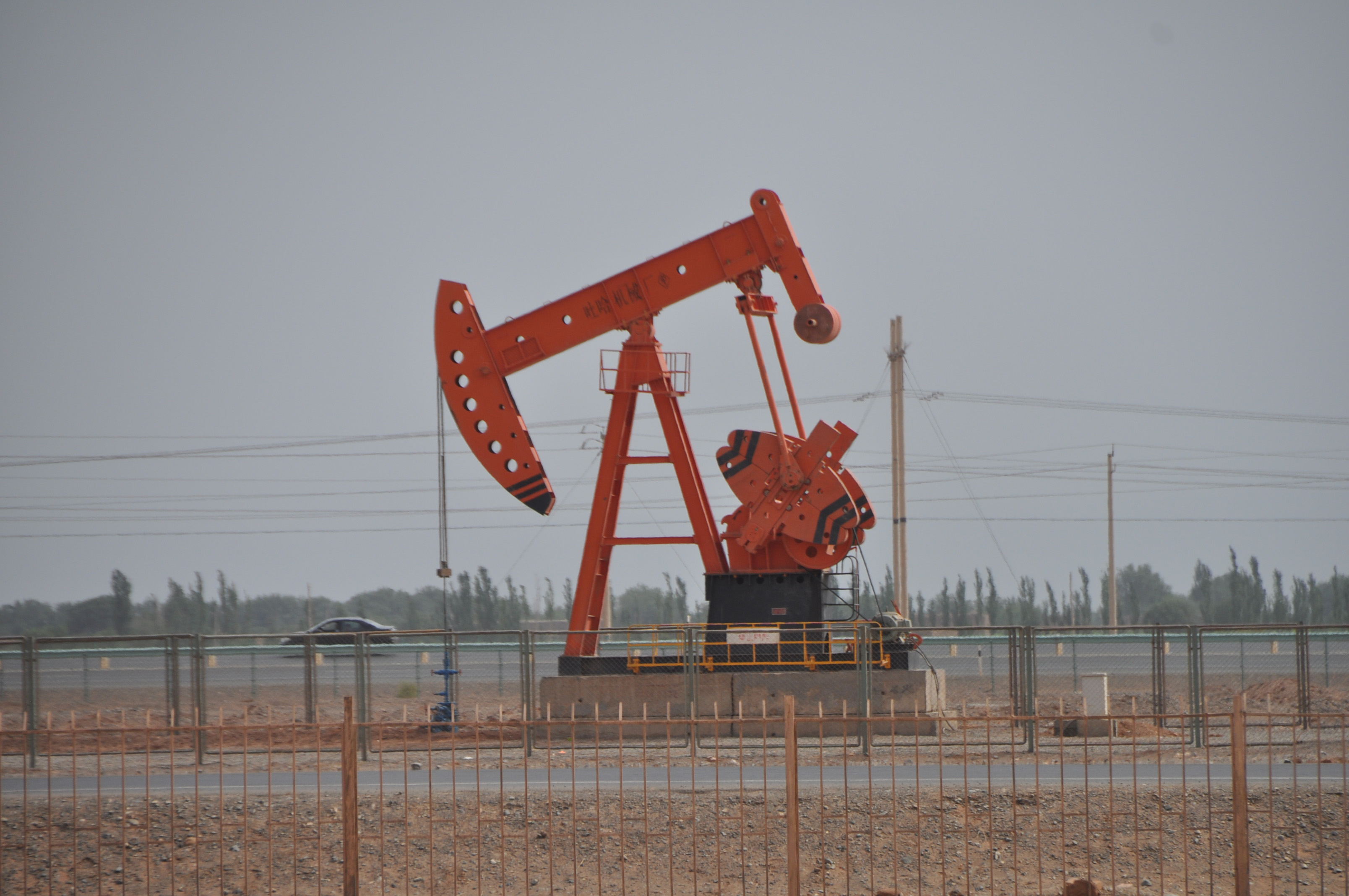
トゥハ油田の石油採掘風景。トルファン観光の際に、主要道路からよく見える。

トゥハ油田（トゥハゆでん、中国語: 吐哈油田、英語: Turpan-Hami Oil Fields）は、中国新疆ウイグル自治区東部のトルファン市（吐鲁番＝トゥルファン）およびハミ市（哈密＝ハミ）に広がる油田で、石油・ガスを産出している。新疆の三大油田のひとつである（他はタリム油田、ジュンガル油田）。
中国石油天然気（PetroChina）の吐哈油田分公司が管理し、精製所もトルファン市内域にある。